# Амалі Матерна
Амалі Матерна (нім. Amalie Materna; при нар. Амалія, згодом стала Амалі Фрідріх-Матерна, 10 липня 1844, Санкт Георген ан дер Штіфінг, Австрійська Імперія — 18 січня 1918, Відень, Австро-Угорщина) — австрійська оперна співачка, сопрано. Маючи знаменитий потужний голос, Матерна зберігала молодий яскравий вокальний тембр протягом усієї своєї кар'єри, яка тривала три десятиліття. Запам'яталася тим, що грала в операх Ріхарда Вагнера.

## Біографія
Матерна дебютувала на професійній оперній сцені 1865 року в театрі Талія в Граці. Невдовзі після цього вийшла заміж за актора Карла Фрідріха, з яким виступала в приміських театрах біля Відня та у віденському Карл-театрі. 1869 року дебютувала на сцені Віденської придворної опери, зігравши Селіку в опері Африканці. Після цього працювала у Віденській опері протягом наступних 25 років. Її найвизначнішими партіями були Амнеріс з опери Аїда 1874 року та Цариця Савська з опери Цариця Савська Гольдмарка.
Найбільш відомою стала завдяки своїм інтерпретаціям творів Вагнера. Виконувала партію Брунгільди у першому циклі Персня Нібелунга в Байройті (1876), а також першою у Відні грала у Валькірії (1877) та Зигфрід (1878). 1881 року вперше в Берліні виконала Перстень Нібелунга. 1882 року дебютувала з роллю Кундрі опери Парсіфаль у місті Байройт, виконуючи її до 1891 року на щорічному фестивалі.
1884 року гастролювала Сполученими Штатами з Германном Вінкельманном та Емілем Скарією. Наступного року приєдналась до акторського складу Метрополітен-опери, дебютувавши на її сцені 5 січня 1885 року з партією Єлизавети в опері Тангойзер. Її іншими ролями на сцені Метрополітен були Валентина в Гугенотах, Рахіль в Жидівці та Брюнгільда в Персні Нібелунга.
1885 року повернулась до Відня, де продовжила свої виступи у місцевій опері протягом наступних дев'яти років. 31 грудня 1894 року у Віденські опері зіграла Єлизавету, що стало її останнім виступом у кар'єрі. Після завершення кар'єри викладала спів у Відні.

## Партії
- «Африканка» Меєбера — Селіка
- «Гугеноти» Меєрбера — Валентина
- «Аїда» Верді — Амнеріс
- «Цариця Савська» Гольдмарка — Цариця Савська
- «Кільце нібелунга» Вагнера — Брунгільда
- «Парсіфаль» Вагнера — Кундрі
- «Тангойзер» Вагнера — Єлизавета
- «Жидівка» Галеві — Рахіль

## Гелерея ролей
|  |  |  |
|  |  |  |